# Platanthera ussuriensis
Platanthera ussuriensis là một loài thực vật có hoa trong họ Lan. Loài này được (Regel) Maxim. miêu tả khoa học đầu tiên năm 1887.